# Xishaqiao (sockenhuvudort i Kina, Yunnan Sheng, lat 28,30, long 103,98)
Xishaqiao är en sockenhuvudort i Kina. Den ligger i provinsen Yunnan, i den sydvästra delen av landet, omkring 380 kilometer norr om provinshuvudstaden Kunming. Antalet invånare är 17 742. Befolkningen består av 8 178 kvinnor och 9 564 män. Barn under 15 år utgör 25,0 %, vuxna 15-64 år 66 %, och äldre över 65 år 7,0 %.
Runt Xishaqiao är det ganska tätbefolkat, med 160 invånare per kvadratkilometer. Närmaste större samhälle är Pu'er, 18,7 km öster om Xishaqiao. I omgivningarna runt Xishaqiao växer i huvudsak blandskog.
Genomsnittlig årsnederbörd är 1 329 millimeter. Den regnigaste månaden är juli, med i genomsnitt 290 mm nederbörd, och den torraste är januari, med 17 mm nederbörd.